# Akita-Shinkansen
| Zug der Baureihe E6 auf der Ōu-Hauptlinie |                             |                                                 |                                                 |
| |                             |                                                 |                                                 |
| Streckenlänge: | 127,3 km                    |                                                 |                                                 |
| Spurweite: | 1435 mm (Normalspur)        |                                                 |                                                 |
| Stromsystem: | 20 kV 50 Hz (25 kV 50 Hz) ~ |                                                 |                                                 |
| Streckengeschwindigkeit: | 130 km/h                    |                                                 |                                                 |
| |                             |                                                 |                                                 |
| \| \| - 0,0 \| Tokio (東京駅) \| Tokio (東京駅) \| \| \| \| JR East: Tōhoku-Shinkansen \| \| \| \| \| ↑JR East: Tōhoku-Hauptlinie \| \| \| \| 0,0 496,5 \| Morioka (盛岡駅) ↓JR East: Tazawako-Linie \| Morioka (盛岡駅) ↓JR East: Tazawako-Linie \| \| \| \| JR East: Yamada-Linie \| \| \| \| \| JR East: Tōhoku-Shinkansen \| \| \| \| \| Iwate-Ginga-Eisenbahn \| \| \| \| \| ↑25 kV/↓20 kV \| \| \| \| \| \| \| \| \| 6,0 \| Ōkama (大釜駅) \| Ōkama (大釜駅) \| \| \| 10,5 \| Koiwai (小岩井駅) \| Koiwai (小岩井駅) \| \| \| 16,0 512,5 \| Shizukuishi (雫石駅) \| Shizukuishi (雫石駅) \| \| \| \| Katsukonda (Fluss) \| \| \| \| 18,7 \| Harukiba (春木場駅) \| Harukiba (春木場駅) \| \| \| 22,0 \| Akabuchi (赤渕駅) \| Akabuchi (赤渕駅) \| \| \| \| Hashiba (橋場駅) \| \| \| \| \| \| \| \| \| 28,6 \| Ōchizawa Betriebsbahnhof (大地沢信号場) \| Ōchizawa Betriebsbahnhof (大地沢信号場) \| \| \| \| Sengan Tunnel (3.915 m) \| \| \| \| \| \| \| \| \| 34,4 \| Shidonai Betriebsbahnhof (志度内信号場) \| Shidonai Betriebsbahnhof (志度内信号場) \| \| \| 40,1 536,6 \| Tazawa-Ko (田沢湖駅) \| Tazawa-Ko (田沢湖駅) \| \| \| \| Obonai (Fluss) \| \| \| \| 44,4 \| Sashimaki (刺巻駅) \| Sashimaki (刺巻駅) \| \| \| 52,8 \| Jinkai (神代駅) \| Jinkai (神代駅) \| \| \| 55,3 \| Syōden (生田駅) \| Syōden (生田駅) \| \| \| \| Akita-Transinland-Eisenbahn: Akita-Inland-Linie \| \| \| \| 58,8 555,3 \| Kakunodate (角館駅) \| Kakunodate (角館駅) \| \| \| \| \| \| \| \| \| Tama (Fluss) \| \| \| \| 61,6 \| Uguisu-No (鶯野駅) \| Uguisu-No (鶯野駅) \| \| \| 64,6 \| Ugo-Nagano (羽後長野駅) \| Ugo-Nagano (羽後長野駅) \| \| \| 67,9 \| Yariminai (鑓見内駅) \| Yariminai (鑓見内駅) \| \| \| 70,2 \| Ugo-Yotsuya (羽後四ツ屋駅) \| Ugo-Yotsuya (羽後四ツ屋駅) \| \| \| 72,0 \| Nord-Ōmagari (北大曲駅) \| Nord-Ōmagari (北大曲駅) \| \| \| \| ↑JR East: Tazawako-Linie \| \| \| \| 75,6 572,1 \| Ōmagari (大曲駅) \| Ōmagari (大曲駅) \| \| \| \| ↓→JR East: Ōu-Hauptlinie \| \| \| \| \| Tama (Fluss) \| \| \| \| \| \| ↓Dreischienengleis \| \| \| 81,6 \| Jingūji (神宮寺駅) \| Jingūji (神宮寺駅) \| \| \| 89,2 \| Kariwano (刈和野駅) \| Kariwano (刈和野駅) \| \| \| \| \| ↑Dreischienengleis \| \| \| 94,0 \| Mineyoshi-Gawa (峰吉川駅) \| Mineyoshi-Gawa (峰吉川駅) \| \| \| \| Minenoyama Tunnel \| \| \| \| 100,5 \| Ugo-Sakai (羽後境駅) \| Ugo-Sakai (羽後境駅) \| \| \| \| Funaoka Tunnel \| \| \| \| 108,6 \| Ōbarino (大張野駅) \| Ōbarino (大張野駅) \| \| \| 114,0 \| Wada (和田駅) \| Wada (和田駅) \| \| \| 120,9 \| Yotsugoya (四ツ小屋駅) \| Yotsugoya (四ツ小屋駅) \| \| \| \| Akita Betriebswerk \| \| \| \| \| →JR East: Uetsu-Hauptlinie \| \| \| \| 127,3 623,8 \| Akita (秋田駅) \| Akita (秋田駅) \| \| \| \| ↓JR East: Ōu-Hauptlinie \| \| |                             |                                                 |                                                 |
| Kopfbahnhof Streckenanfang | - 0,0                       | Tokio (東京駅)                                  | Tokio (東京駅)                                  |
| |                             | JR East: Tōhoku-Shinkansen                      |                                                 |
| Strecke |                             | ↑JR East: Tōhoku-Hauptlinie                     | ↑JR East: Tōhoku-Hauptlinie                     |
| Bahnhof · Bahnhof · Kopfbahnhof Strecke bis hier außer Betrieb | 0,0 496,5                   | Morioka (盛岡駅) ↓JR East: Tazawako-Linie       | Morioka (盛岡駅) ↓JR East: Tazawako-Linie       |
| Strecke quer · Kreuzung · Abzweig geradeaus und nach rechts · Strecke |                             | JR East: Yamada-Linie                           | JR East: Yamada-Linie                           |
| Strecke quer · Abzweig geradeaus und nach rechts · Strecke · Strecke |                             | JR East: Tōhoku-Shinkansen                      | JR East: Tōhoku-Shinkansen                      |
| Strecke quer · Kreuzung · Strecke nach rechts und von links · Strecke nach rechts |                             | Iwate-Ginga-Eisenbahn                           | Iwate-Ginga-Eisenbahn                           |
| Grenze · Strecke |                             | ↑25 kV/↓20 kV                                   | ↑25 kV/↓20 kV                                   |
| Abzweig geradeaus und von links · Strecke nach rechts |                             |                                                 |                                                 |
| Haltepunkt / Haltestelle | 6,0                         | Ōkama (大釜駅)                                  | Ōkama (大釜駅)                                  |
| Haltepunkt / Haltestelle | 10,5                        | Koiwai (小岩井駅)                               | Koiwai (小岩井駅)                               |
| Bahnhof | 16,0 512,5                  | Shizukuishi (雫石駅)                            | Shizukuishi (雫石駅)                            |
| Brücke über Wasserlauf |                             | Katsukonda (Fluss)                              | Katsukonda (Fluss)                              |
| Haltepunkt / Haltestelle | 18,7                        | Harukiba (春木場駅)                             | Harukiba (春木場駅)                             |
| Haltepunkt / Haltestelle | 22,0                        | Akabuchi (赤渕駅)                               | Akabuchi (赤渕駅)                               |
| Haltepunkt / Haltestelle Streckenanfang und quer (Strecke außer Betrieb) · Abzweig geradeaus und ehemals nach rechts |                             | Hashiba (橋場駅)                                | Hashiba (橋場駅)                                |
| Tunnel |                             |                                                 |                                                 |
| Blockstelle | 28,6                        | Ōchizawa Betriebsbahnhof (大地沢信号場)         | Ōchizawa Betriebsbahnhof (大地沢信号場)         |
| Tunnel |                             | Sengan Tunnel (3.915 m)                         | Sengan Tunnel (3.915 m)                         |
| Tunnel |                             |                                                 |                                                 |
| Blockstelle | 34,4                        | Shidonai Betriebsbahnhof (志度内信号場)         | Shidonai Betriebsbahnhof (志度内信号場)         |
| Bahnhof | 40,1 536,6                  | Tazawa-Ko (田沢湖駅)                            | Tazawa-Ko (田沢湖駅)                            |
| Brücke über Wasserlauf |                             | Obonai (Fluss)                                  | Obonai (Fluss)                                  |
| Haltepunkt / Haltestelle | 44,4                        | Sashimaki (刺巻駅)                              | Sashimaki (刺巻駅)                              |
| Haltepunkt / Haltestelle | 52,8                        | Jinkai (神代駅)                                 | Jinkai (神代駅)                                 |
| Haltepunkt / Haltestelle | 55,3                        | Syōden (生田駅)                                 | Syōden (生田駅)                                 |
| Strecke von rechts · Strecke |                             | Akita-Transinland-Eisenbahn: Akita-Inland-Linie | Akita-Transinland-Eisenbahn: Akita-Inland-Linie |
| Kopfbahnhof Strecke ab hier außer Betrieb · Bahnhof | 58,8 555,3                  | Kakunodate (角館駅)                             | Kakunodate (角館駅)                             |
| Strecke nach links (außer Betrieb) · Abzweig geradeaus und ehemals von rechts |                             |                                                 |                                                 |
| Brücke über Wasserlauf |                             | Tama (Fluss)                                    | Tama (Fluss)                                    |
| Haltepunkt / Haltestelle | 61,6                        | Uguisu-No (鶯野駅)                              | Uguisu-No (鶯野駅)                              |
| Haltepunkt / Haltestelle | 64,6                        | Ugo-Nagano (羽後長野駅)                         | Ugo-Nagano (羽後長野駅)                         |
| Haltepunkt / Haltestelle | 67,9                        | Yariminai (鑓見内駅)                            | Yariminai (鑓見内駅)                            |
| Haltepunkt / Haltestelle | 70,2                        | Ugo-Yotsuya (羽後四ツ屋駅)                      | Ugo-Yotsuya (羽後四ツ屋駅)                      |
| Haltepunkt / Haltestelle | 72,0                        | Nord-Ōmagari (北大曲駅)                         | Nord-Ōmagari (北大曲駅)                         |
| Strecke |                             | ↑JR East: Tazawako-Linie                        | ↑JR East: Tazawako-Linie                        |
| Abzweig nach links und von links · Abzweig quer und ehemals von rechts · Kopfbahnhof Strecke ab hier außer Betrieb und quer | 75,6 572,1                  | Ōmagari (大曲駅)                                | Ōmagari (大曲駅)                                |
| Strecke · Abzweig ehemals nach links und von links · Bahnhof quer |                             | ↓→JR East: Ōu-Hauptlinie                        | ↓→JR East: Ōu-Hauptlinie                        |
| Brücke über Wasserlauf · Brücke über Wasserlauf |                             | Tama (Fluss)                                    | Tama (Fluss)                                    |
| Abzweig geradeaus und nach links · Abzweig geradeaus und von rechts |                             |                                                 | ↓Dreischienengleis                              |
| ehemaliger Haltepunkt / Haltestelle · Haltepunkt / Haltestelle | 81,6                        | Jingūji (神宮寺駅)                              | Jingūji (神宮寺駅)                              |
| ehemaliger Haltepunkt / Haltestelle · Haltepunkt / Haltestelle | 89,2                        | Kariwano (刈和野駅)                             | Kariwano (刈和野駅)                             |
| Abzweig geradeaus und von links · Abzweig geradeaus und nach rechts |                             |                                                 | ↑Dreischienengleis                              |
| ehemaliger Haltepunkt / Haltestelle · Haltepunkt / Haltestelle | 94,0                        | Mineyoshi-Gawa (峰吉川駅)                       | Mineyoshi-Gawa (峰吉川駅)                       |
| Tunnel · Tunnel |                             | Minenoyama Tunnel                               | Minenoyama Tunnel                               |
| ehemaliger Haltepunkt / Haltestelle · Haltepunkt / Haltestelle | 100,5                       | Ugo-Sakai (羽後境駅)                            | Ugo-Sakai (羽後境駅)                            |
| Tunnel · Tunnel |                             | Funaoka Tunnel                                  | Funaoka Tunnel                                  |
| ehemaliger Haltepunkt / Haltestelle · Haltepunkt / Haltestelle | 108,6                       | Ōbarino (大張野駅)                              | Ōbarino (大張野駅)                              |
| ehemaliger Haltepunkt / Haltestelle · Haltepunkt / Haltestelle | 114,0                       | Wada (和田駅)                                   | Wada (和田駅)                                   |
| ehemaliger Haltepunkt / Haltestelle · Haltepunkt / Haltestelle | 120,9                       | Yotsugoya (四ツ小屋駅)                          | Yotsugoya (四ツ小屋駅)                          |
| Strecke · Strecke · Betriebs-/Güterbahnhof Streckenanfang |                             | Akita Betriebswerk                              | Akita Betriebswerk                              |
| Abzweig geradeaus und von links · Kreuzung · Strecke nach rechts und von links |                             | →JR East: Uetsu-Hauptlinie                      | →JR East: Uetsu-Hauptlinie                      |
| Kopfbahnhof Strecke ab hier außer Betrieb · Bahnhof · Bahnhof | 127,3 623,8                 | Akita (秋田駅)                                  | Akita (秋田駅)                                  |
| Strecke nach links (außer Betrieb) · Abzweig geradeaus, von links und ehemals von rechts · Strecke nach rechts |                             | ↓JR East: Ōu-Hauptlinie                         | ↓JR East: Ōu-Hauptlinie                         |

Die Akita-Shinkansen (jap. 秋田新幹線) ist eine als Mini-Shinkansen ausgebaute japanische Eisenbahnstrecke zwischen Akita und Morioka der Bahngesellschaft JR East.

## Geschichte
Die Akita-Shinkansen ist nach der Yamagata-Shinkansen die zweite Mini-Shinkansen Japans. Bei Mini-Shinkansen wird nicht wie im Übrigen Shinkansen-Netz eine eigene Hochgeschwindigkeitstrasse errichtet, sondern eine Bestandsstrecke von Kapspur auf Normalspur umgebaut, damit die Shinkansen-Züge in Richtung Tokio durchgebunden werden können. Im Falle der Akita-Shinkansen wurde zwischen Morioka und Ōmagari die Tazawako-Linie sowie zwischen Ōmagari und Akita ein Abschnitt der Ōu-Hauptlinie umgebaut. Die Ōu-Hauptlinie wurde in ihrem südlichen Abschnitt zuvor bereits zur Yamagata-Shinkansen umgebaut. Während bei der Yamagata-Shinkansen allerdings der gesamte Abschnitt zwischen Fukushima und Shinjō zu Normalspur umgerüstet wurde und somit neben den Shinkansen-Zügen nur ein eigenes, normalspuriges Rollmaterial eingesetzt werden kann, wurden bei der Akita-Shinkansen verschiedene Lösungen gewählt. So hat der Gleiskörper der Akita-Shinkansen
- Normalspurgleise zwischen Morioka und Ōmagari,
- Dreischienengleise zwischen Ōmagari und Kariwano sowie
- parallel geführte Normal- und Kapspurgleise zwischen Kariwano und Akita.

Die Akita-Shinkansen wurde am 22. März 1997 eröffnet. Zunächst kamen 5-Wagen-Formationen der Shinkansen-Baureihe E3 zum Einsatz, die allerdings bereits 1998 auf sechs Wagen erweitert werden mussten, da die Nachfrage sich stark positiv entwickelte. Zwischen Frühjahr 2013 und 2014 wurde die Baureihe E3 durch die neue Shinkansen-Baureihe E6 ersetzt.
Nach starken Regenfällen und Überschwemmungen wurde der Verkehr zwischen Ōmagari und Akita im Juli 2017 für eine Woche unterbrochen.
Im Dezember 2019 wurde am Bahnhof Ōkama ein Schneeschmelzgerät in Betrieb genommen, um den Unterboden der Züge der Akita-Shinkansen vor Einfahrt in die Tōhoku-Shinkansen am Bahnhof Morioka von Schnee und Eis zu befreien, was bei den hohen Geschwindigkeiten von bis zu 320 km/h zu Beschädigungen an Zug und Strecke führen kann. Zuvor war die Befreiung von Schnee und Eis manuell erfolgt, was im Jahr 2018 42 Mal der Fall gewesen war. Die Schneeschmelzanlage, die unter den Gleisen eines Bahnsteigs am Bahnhof Ōkama installiert wurde, spritzt für drei Minuten 60° C warmes Wasser auf den Fahrzeugunterboden und befreit ihn so von Schnee und Eis. Die Züge der Akita-Shinkansen halten dafür außerplanmäßig und nur im Bedarfsfall am Bahnsteig. Ein Zu- oder Ausstieg ist nicht möglich.

## Verbindungen und Fuhrpark

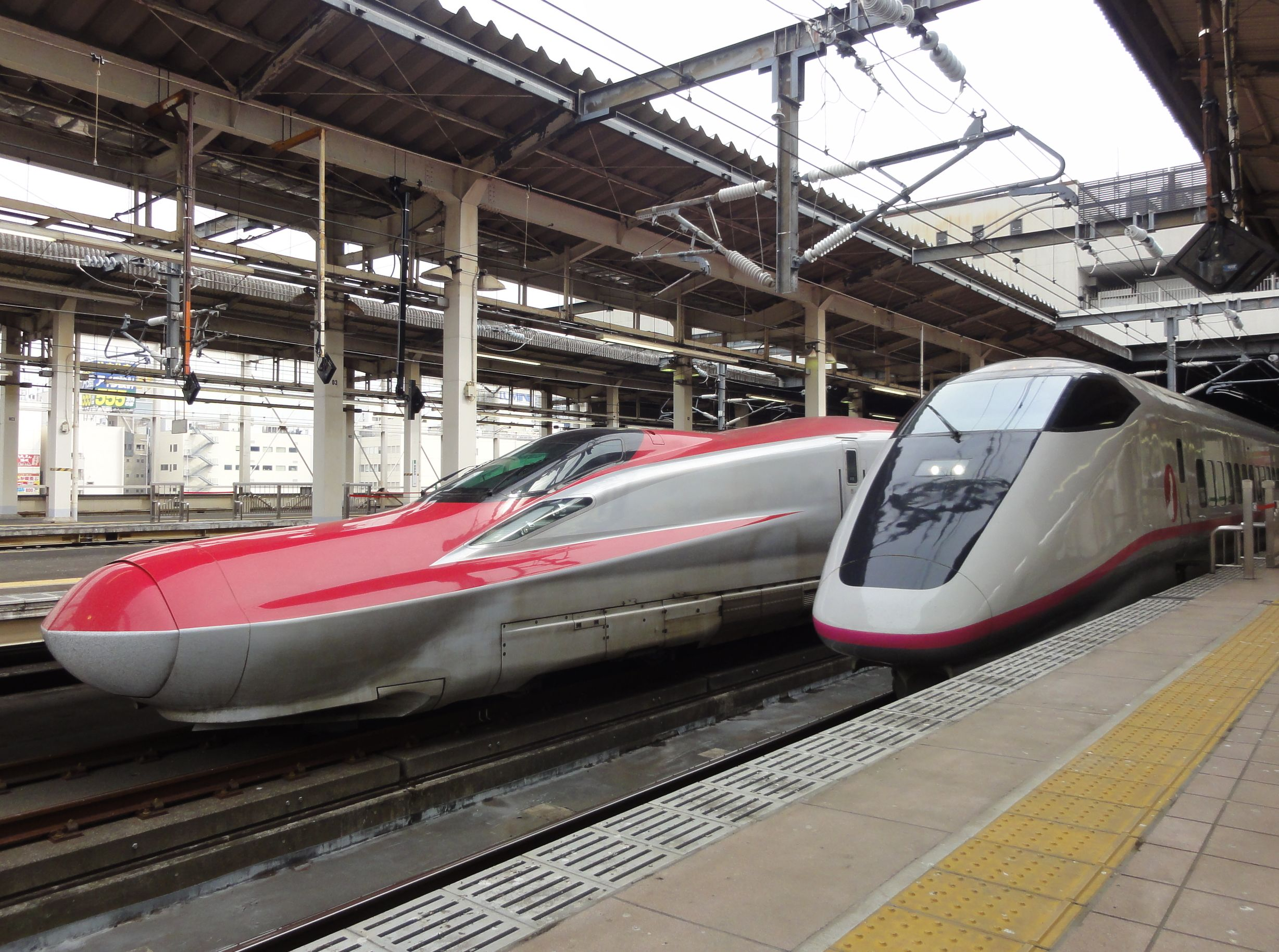
Züge der Baureihen E3 und E6 am Bahnhof Ōmiya

Auf der Akita-Shinkansen sind bis 2017 Züge der Baureihe E3 als Komachi-Verbindung zwischen Akita und Tokio gefahren. Ab Morioka wurden die Züge mit den Zügen der Hayate-Verbindung der Tōhoku-Shinkansen zusammengekuppelt. Zwischen Akita und Morioka ist die Höchstgeschwindigkeit auf 130 km/h begrenzt. Ab Morioka erreichten die Züge auf der als Voll-Shinkansen-Strecke ausgebauten Tōhoku-Shinkansen eine maximale Höchstgeschwindigkeit von 275 km/h.
Die Züge der Baureihe E3 wurden ab 2013 durch die Neubaufahrzeuge der Baureihe E6 ersetzt. Dadurch konnte für den Abschnitt zwischen Morioka und Tokio die Geschwindigkeit zunächst auf 300 km/h, ab 2014 auf 320 km/h erhöht werden. Die Fahrzeit wurde so zwischen Tokio und Akita um 10 bis 15 Minuten reduziert. Im Übergangszeitraum zwischen Frühjahr 2013 und Frühjahr 2014, in dem sowohl Züge der Baureihe E3, als auch der Baureihe E6 im Einsatz waren, wurden die Verbindungen, auf denen die Baureihe E6 zum Einsatz kommt als Super Komachi vermarktet, da sie eine um etwa 5 Minuten kürzere Fahrzeit bis Tokio hatten. Seit der vollständigen Ausmusterung der Baureihe E3 heißen die schnelleren Verbindungen wieder Komachi.

## Stationen
| Bahnhöfe    | Japanisch | Entfernung von Tokio (km) | Umsteigemöglichkeiten                                                                                   | Ort         | Ort             |
| ----------- | --------- | ------------------------- | --- | ----------- | --------------- |
| Morioka     | 盛岡      | 496,5                     | Tōhoku-Shinkansen, Tōhoku-Hauptlinie, Yamada-Linie, Tazawako-Linie, Iwate-Ginga-Eisenbahn, Hanawa-Linie | Morioka     | Präfektur Iwate |
| Shizukuishi | 雫石      | 512,5                     | Tazawako-Linie                                                                                          | Shizukuishi | Präfektur Iwate |
| Tazawako    | 田沢湖    | 536,6                     | Tazawako-Linie                                                                                          | Semboku     | Präfektur Akita |
| Kakunodate  | 角館      | 555,3                     | Tazawako-Linie, Akita-Transinland-Eisenbahn: Akita-Inland-Linie                                         | Semboku     | Präfektur Akita |
| Ōmagari     | 大曲      | 572,1                     | Ōu-Hauptlinie, Tazawako-Linie                                                                           | Daisen      | Präfektur Akita |
| Akita       | 秋田      | 623,8                     | Ōu-Hauptlinie, Uetsu-Hauptlinie, Oga-Linie                                                              | Akita       | Präfektur Akita |

Der Bahnhof Ōmagari ist zwar für die Ōu-Hauptlinie ein Durchgangsbahnhof, die Züge der Akita-Shinkansen machen dort aber Kopf.